# World of Goo
World of Goo è un videogioco rompicapo pubblicato dagli sviluppatori statunitensi Kyle Gabler e Ron Carmel sotto lo pseudonimo di 2D Boy nell'ottobre 2008. Il gioco ha vinto i premi "Design Innovation Award" e "Technical Excellence Award" all'Indipendent Games Festival. I livelli consistono nel costruire torri, ponti o altro con delle palline di melma.
Nel dicembre 2023 è stato annunciato il seguito, World of Goo 2, previsto per il 2024.

## Trama
La storia è raccontata principalmente attraverso scene e cartelli che si incontrano durante il gioco, lasciati da un personaggio mai visto noto come il Cartellonista.
All'inizio, sulla terra compaiono dei tubi che risvegliano le sfere Goo fino ad allora dormienti, e per questo curiose e ingenue, e disposte ad avvicinarsi ai tubi e farsi risucchiare. Raggiunto l'ingresso di un tubo, le sfere Goo vengono risucchiate nell'edificio principale della World of Goo Corporation, dove vengono trasformate in molti prodotti. Le sfere Goo in eccesso vengono lasciate al di fuori della sede della Corporation, dove iniziano a costruire una torre gigante. Alla fine del primo capitolo, alcune sfere Goo scappano da un edificio della Corporation attaccandosi ad alcuni bulbi oculari che hanno la capacità di volare. Il capitolo termina con le sfere Goo che ammirano nuovi orizzonti.
Nel secondo capitolo, altri tubi appaiono in un deserto incredibilmente ventoso dove si scopre che la World of Goo Corporation è alla ricerca di una nuova fonte di energia perché quella eolica non più sufficiente; tuttavia, la posizione e l'aspetto di questa fonte di alimentazione è stato dimenticato perché in passato ha smesso di produrre elettricità. Viene introdotta una nuova sfera Goo, che viene macinata dalla Corporation per realizzare una crema viso. Verso la fine del capitolo, viene scoperta la centrale elettrica, che si presenta come una donna gigante, il cui "succo della bellezza" ha alimentato il mondo per anni. Con il passare del tempo, però, la sua energia ha cominciato a morire, ma, grazie alle sfere Goo, torna operativa, creando un mondo pieno di nuova energia.
Nel corso del terzo capitolo, la Corporation sta sviluppando un misterioso "prodotto Z", che alla fine si scopre essere la terza dimensione. La popolazione inizia ad agitarsi e la World of Goo Corporation le dice di contattare il supporto tecnico nell'autostrada dell'informazione dopo che l'umanità, gli animali e i vegetali sono diventati incompatibili con il mondo.
Nel quarto capitolo, le sfere Goo devono trovare il misterioso programma "MOM" in un ambiente in stile vettore. Poco dopo l'inizio, le sfere Goo trovano l'oggetto responsabile del rendering di tutti gli elementi grafici. Dopo aver pompato molti loro simili nell'oggetto, il rendering grafico migliora e viene creato un ambiente più realistico e le sfere Goo Pixel. Verso la fine trovano il programma MOM, che si rivela essere uno spambot. Le sfere Goo cercano di sovraccaricare il prodotto Z inviando ogni messaggio nella storia dello spam alla World of Goo Corporation; incapace di far fronte a tutta la posta, la Corporation esplode, spegnendo il prodotto Z e creando un massiccio strato di smog, polvere, fumo e detriti che avvolge il mondo intero.
Nel capitolo finale, viene rivelato che tutte le sfere Goo, ad eccezione di quelle "scientificamente pure", sono state risucchiate via. Quelle rimaste decidono di farsi strada sull'isola per raggiungere un telescopio. Il livello finale del gioco rivela che le sfere Goo si sono completamente estinte, andando a formare una torre, mentre il telescopio è inutile in quanto non può vedere oltre lo strato di smog. Alcuni pesci a palloncino nel mare si collegano al telescopio, ora azionato dal Cartellonista, e lo sollevano dal terreno, perforando lo strato di smog e vedendo la torre di sfere Goo costruita presso l'ex quartiere generale della Corporation. Il telescopio cade a terra senza vedere che le sfere Goo fuggite alla fine del primo capitolo sono riuscite a raggiungere un pianeta lontano interamente popolato da sfere Goo.

## Modalità di gioco

### Introduzione
Il gioco è costruito attorno all'idea di creare grandi strutture con palline di Goo. Il gioco è diviso in cinque capitoli, ciascuno contenente diversi livelli. Ogni livello ha un suo tema grafico e musicale, dando un'atmosfera unica. C'è anche un bonus meta-gioco chiamato World of Goo Corporation, dove l'obiettivo è quello di costruire la torre più alta utilizzando palline di Goo che il giocatore colleziona attraverso lo svolgimento della partita. I giocatori provenienti da tutto il mondo competono tra di loro per costruire la più alta torre di Goo.

### Obiettivo
L'obiettivo principale del gioco è quello di ottenere un numero richiesto di palline Goo da portare in un tubo progettato apposta per uscire. Per farlo, il giocatore deve usare le palle goo per costruire ponti, torri e altre strutture per vincere la gravità del terreno e superare difficoltà come voragini, colline, picchi, mulini a vento, o scogliere. Ci sono diversi tipi di palline Goo nel gioco, ognuno dei quali ha proprietà uniche. Il giocatore deve sfruttare combinazioni di queste sfere goo per completare ciascun livello. I Goo extra recuperati nel tubo vengono pompate attraverso il World of Goo Corporation, una zona sandbox in cui l'obiettivo è quello di competere con altri giocatori di tutto il mondo con la costruzione della torre più alta possibile. La versione WiiWare include multiplayer con un massimo di quattro persone sulla stessa Wii. Questa funzione è anche disponibile, anche se non supportato, nel porto di Linux.

### Livelli
World of Goo è suddiviso in quattro capitoli e un epilogo, ciascuno contenente un numero di livelli. I capitoli sono impostati nel corso di un anno nel World of Goo. Ogni capitolo si svolge nell'arco di una stagione, a partire dall'inizio dell'estate, e termina alla fine della primavera dell'anno dopo. Il quarto capitolo è senza stagioni ed è ambientato in un mondo virtuale. Livelli e capitoli del gioco sono intervallati da scene tagliate. Un ulteriore "capitolo" selezionabile dal menu principale è il World of Goo Corporation, in cui vengono reindirizzati i Goo raccolti ben oltre la quantità necessaria per superare un livello, facendo salire il numero di livelli totali del gioco a 48. In una intervista gli sviluppatori hanno dichiarato che la versione finale rilasciata in Europa avrebbe ricevuto un ulteriore sesto capitolo a tema lunare. I pochi dettagli sono stati resi noti, ma come riferito questo capitolo avrebbe avuto una modalità sandbox a forma libera, simile a quello della World of Goo Corporation. Questa aggiunta è stata annullata per Wii quando 2D Boy ha annunciato che stavano rilasciando il gioco su WiiWare in Europa.